# Per Larssen
Per Larssen, född 11 juli 1881 i Narviks kommun, död 21 oktober 1947, var en norsk näringstekniker och försäkringsman.
Larssen tog en ingenjörsexamen i Trondheim 1903, blev diplomingenjör vid tekniska högskolan i Dresden 1911 och ingenjörsdoktor där 1924. Från 1928 var han direktör för Rikstrygdeverket och var 1931-32 minister för handel, sjöfart, industri, hantverk och fiske i Peder Kolstads regering.